# Kwidzyn Wąskotorowy
Kwidzyn Wąskotorowy – zamknięta w 1985 roku i zlikwidowana w 1989 roku wąskotorowa stacja kolejowa w Kwidzynie, w powiecie kwidzyńskim, w województwie pomorskim, w Polsce. Otwarta w 1901 roku. Stacja była styczną do stacji normalnotorowej.